# 法勒魯姆的德米特里
法勒魯姆的德米特里，或稱法勒魯姆人德米特里（希臘語：Δημήτριος Φαληρεύς , 約前350年－約前280年），是雅典的演辯家、政治家、哲學家、作家。他出身法勒魯姆（Phalerum），後來成為泰奧弗拉斯托斯的學生，也是早期逍遙學派的其中一員。德米特里之後成為傑出的政治人物，並被馬其頓的卡山德命為雅典的僭主。德米特里單獨治理雅典10年，期間對法律進行重要改革，並讓雅典維持親卡山德的寡頭政治。一直到前307年，德米特里遭到卡山德敵對勢力驅除出境，於是他被迫離開雅典，來到底比斯，並在前297年後來到亞歷山卓托勒密宮廷。他留下許多著作，包含歷史、修辭學和文學批評等項目。

## 生涯
德米特里大約在前350年出生於法勒魯姆，他的父親法諾斯特拉堤斯（Phanostratus）社会地位低下且貧窮。德米特里之後與戲劇家米南德一同在泰奧弗拉斯托斯的學園內學習。大約在前325年，德米特里因關於哈帕拉斯爭論一事開始在政治上嶄露頭角，並且很快透過他精采的演辯術得到響亮名聲，在政治傾向上，他屬於親寡頭政治的福基翁一黨，並且是他們的核心人物之一。約前322年，色諾克拉底無力負擔梅迪克（即外邦人）所課的新稅，雅典人因此威脅要把色諾克拉底貶為奴隸；此时德米特里解救了他，並為他還清了債務和繳交稅務。
前317年，福基翁去世以後，馬其頓卡山德讓德米特里主掌雅典事務。他主管雅典十年的時間，期間進行大規模法律改革，雅典人並給予他最高的殊榮，至少為他立了360多個雕像，然而這些榮譽大多在德米特里流亡後就被撤銷。無論如何，在德米特里統治時間，他並不受到雅典下層民眾歡迎，也不受親民主的黨派支持，這些人厭惡德米特里提高投票權的限制，並且認為德米特里幾乎是馬其頓扶持的傀儡統治者。
德米特里的統治一直維持到前307年，當時卡山德的敵人德米特里·波里奧西特即將占領雅典，然而德米特里·波里奧西特在善意下安排法勒魯姆的德米特里逃亡。一些史料透露法勒魯姆的德米特里在後期統治中，他的揮霍程度超過所有國王，並說他在餐點、宴會、和情愛風流事務上一年共浪費1200塔蘭同，帕加馬的卡律提俄斯還提到他有一個令全雅典少年都為之傾倒的愛人——狄俄格妮絲（Diognis）。在德米特里逃亡後，他的政敵企圖讓雅典人通過對他的死刑，就連他的好友米南德也被牽扯到這一事件中。而原先德米特里的雕像，除了保留一件外，其他的都遭到破坏。
德米特里起初先逃至底比斯，后来在前297年卡山德逝世後來到亞歷山卓托勒密一世的宮廷內，在那裏待了好幾年，並受到非常好的待遇——托勒密一世甚至委託德米特里制定王國的律法。在待在亞歷山卓期間，他主要致力於文學創作。在托勒密二世統治時，德米特里被放逐到上埃及，之後在那裏因被毒蛇咬傷而去世，其死亡時間至少在前283年以後。

## 才識
德米特里可以說是最後一個值得被記載的阿提卡演辯家，在他以後當地的演辯術式微，他的演說技巧以柔和、雍容和優美為特点，而不像狄摩西尼一樣聲勢崇高。他還有大量的著作，其中很大部分可能是他在埃及期間完成的，作品總類也相當廣泛，第歐根尼·拉爾修曾列出這些作品清單，表明德米特里是個學識广博的人。這些作品中，有歷史、政治、哲學、詩詞，然而這些作品都沒有流傳下來。另外，德米特里是記載中第一個匯集整理《伊索寓言》的人；而另一部作品《論文體風格》（On Style）的作者不是德米特里，而是公元2世紀的後人著作，並托以德米特里之名。
德米特里文学作品的价值並不只限於他寫過什麼，因为他不仅仅是位学者，还更多地倾向于实践。他無論知道或了解什麼，他將會把靈活應用在實際生活中。例如，雅典的戏剧表演因為耗費過大而被禁止，而為了讓民眾可以減輕負擔並获得知識性的消遣，他讓人藉由朗誦的方式在舞台上演出荷馬和其他詩人的作品 。
根據斯特拉波的记载，繆斯神廟（Mouseion）的兴建便是得益于德米特里——即亞歷山卓圖書館——並以亞里斯多德的呂克昂學園規劃為模型樣板，像呂克昂學園一样設有迴廊（peripatos）。

## 腳註
1. ↑  Tiziano Dorandi, Chapter 2: Chronology, in Algra et al. (1999) The Cambridge History of Hellenistic Philosophy, pages 49-50. Cambridge.
2. ↑  第歐根尼·拉爾修, v. 75; 克勞狄俄斯·埃利安, Varia Historia, xii. 43
3. ↑  斯特拉波, 9.1.13
4. ↑  第歐根尼·拉爾修, iv. 14.
5. ↑  第歐根尼·拉爾修, v. 75; 西西里的狄奧多羅斯, xix. 78; 科爾奈利烏斯·奈波斯, Miltiades, 6.
6. ↑  Alexander to Actium, by Peter Green. University of California Press, 1990.
7. ↑  普魯塔克, Demetr. 8; 哈利卡納蘇斯的戴歐尼修斯, Dinarchus 3.
8. ↑  阿特納奧斯, vi., xii.; 克勞狄俄斯·埃利安, Varia Historia, ix. 9; 波利比烏斯, xii. 13.
9. ↑  阿特納奧斯, xii.
10. ↑  普魯塔克, Demetr. 9; 西西里的狄奧多羅斯, xx. 45
11. ↑  克勞狄俄斯·埃利安, Varia Historia, iii. 17.
12. ↑  普魯塔克, de Exil.
13. ↑  第歐根尼·拉爾修, v. 78; 西塞羅, pro Rabir. Post. 9.
14. ↑  西塞羅, Brut. 8; Quintillian, x. 1. § 80
15. ↑  西塞羅, Brut. 9, 82, de Orat. ii. 23, Orat. 27; Quintillian, x. 1. § 33
16. ↑  西塞羅, de Finibus, v. 19
17. ↑  第歐根尼·拉爾修, v. 80, etc.
18. ↑  阿特納奧斯, xiv; Eustathius, ad Homeri
19. ↑  斯特拉波 13.608, 17.793-4

## 來源
- 威廉·史密斯，《希腊羅馬的神話和傳記辭典》,

## 延伸讀物
- Fortenbaugh, W., Eckart Schütrumpf, (1999), Demetrius of Phalerum: Text Translation and Discussion. Transaction Publishers. ISBN 0-7658-0017-9

## 外部連結
- 第歐根尼·拉爾修, Life of Demetrius, 由羅伯特·德魯·希克斯（Robert Drew Hicks）翻譯 (1925)
- The Peripatos after Aristotle: Origin of the Corpus Aristotelicum （页面存档备份，存于） on the role of Demetrius in the constitution of the Corpus Aristotelicum
- "Demetrius", On Style at the Internet Archive